# كريس ميرفي (موسيقي)
كريس ميرفي هو موسيقي ومغني كندي، ولد في 7 نوفمبر 1968 في تشارلوت تاون في كندا.

## وصلات خارجية
- الموقع الرسمي
- كريس ميرفي على موقع IMDb (الإنجليزية)
- كريس ميرفي على موقع ميوزك برينز (الإنجليزية)
- كريس ميرفي على موقع أول ميوزيك (الإنجليزية)
- كريس ميرفي على موقع ديسكوغز (الإنجليزية)